# Ida Craft
Ida Augusta Craft, née le 25 décembre 1860 et morte le 14 septembre 1947, est une suffragette américaine, célèbre pour sa participation à des Randonnées pour le droit de vote.

## Biographie

### Jeunesse
Ida Craft est née à Brooklyn en 1860. Elle est la fille de John Craft, tailleur, et d'Eleanor Voorhies Perlee Craft,.

### Activisme
Craft devient trésorière de la Bedford Political Equality League en 1897, puis présidente de la Kings County Political Equality League. Elle appartient également à la section de Brooklyn du Woman Suffrage Party. Elle est déléguée à la convention de 1900 de la National Woman Suffrage Association à Minneapolis en tant que représentante de la Woman's Christian Temperance Union (WCTU).
Les suffragistes américaines s'inspirent du vocabulaire militaire, Craft est donc connue sous le nom de « Colonel », et elle soutient le « Général » Rosalie Gardiner Jones,. Craft a un rôle important dans les Randonnées pour le Droit de vote de 1912 à 1914. En décembre 1912, elle organise et participe à la marche sur Albany, qui dure 12 jours, dans des conditions météorologiques compliquées. 

En 1913, elle est arrêtée lors de la randonnée vers Boston avec Elisabeth Freeman et Vera Winthrop, d'autres suffragistes célèbres ; elles sont brièvement détenues à Hartford pour avoir enfreint les lois concernant l'utilisation d'un véhicule à des fins publicitaires et la distribution de dépliants.

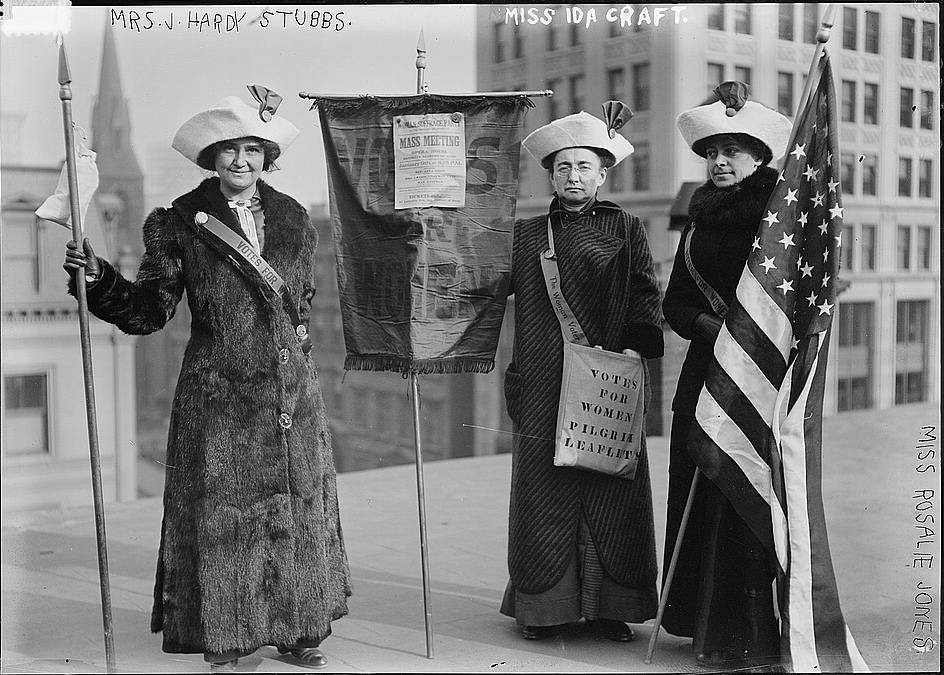
Mme J. Hardy Stubbs, Miss Ida Craft, Miss Rosalie Jones, vers 1912-1913.

En 1914, la Brooklyn's Woman's Suffrage Association la remercie pour son travail extraordinaire, et elle fait campagne dans le Montana, le Nevada, le Nebraska, l'Alaska et au Canada. 
Petit à petit, le mouvement pour le suffrage des femmes se centre de plus en plus vers un droit de vote fédéral et non seulement vers un droit de vote par état. Les militantes se concentrent sur la revendication d'un dix-neuvième amendement autorisant le droit de vote pour tous les citoyens et citoyennes.
En 1918, le dix-neuvième amendement est finalement adopté sous la houlette du président Woodrow Wilson, après des années de guerre difficiles pour les suffragettes, durant lesquelles leur combat était peu toléré. Ida Craft elle est déléguée à la convention de l'Alliance internationale des femmes à Rome, en 1922.
En plus de son engagement pour le droit de vote, Craft est une membre active de la Young Women's Christian Association (YWCA) et de la Woman's Christian Temperance Union (WCTU). Elle est élue déléguée générale à la Convention constitutionnelle de New York en 1914, représentant le Parti de la Prohibition. Ce pan de sa vie représente le contraste de sa personnalité, entre conservatisme et progressisme.

### Vie personnelle
Craft vit confortablement grâce à l'héritage d'une grosse somme à la mort de sa mère, en 1913. Elle meurt chez elle à Pearl River, dans le comté de Rockland en 1947, à l'âge de 86 ans. Sa tombe se trouve au cimetière de Green-Wood à Brooklyn.

### Reconnaissance
En 2021, le Kingsborough Art Museum crée une exposition numérique sur l'activisme de Craft, encore largement méconnu.

## Liens connexes
- Liste des suffragistes et suffragettes
- Liste des militantes des droits des femmes